# Прокошиха
Прокошиха — деревня в Собинском районе Владимирской области России, входит в состав Рождественского сельского поселения.

## География
Деревня расположена на берегу реки Ворша в 12 км на северо-запад от центра поселения села Рождествено и в 38 км на север от райцентра города Собинка.

## История
В XIX — начале XX века деревня входила в состав Спасской волости Юрьевского уезда, с 1925 года — в составе Черкутинской волости Владимирского уезда. В 1859 году в деревне числилось 19 дворов, в 1905 году — 20 дворов.
С 1929 года деревня входила в состав Алепинского сельсовета Ставровского района, с 1932 года — в составе Собинского района, с 1945 года — в составе Ставровского района, с 1954 года — в составе Черкутинского сельсовета, с 1965 года — в составе Рождественского сельсовета Собинского района, с 2005 года — в составе Рождественского сельского поселения.

## Население
| 1859 | 1905 | 1926 | 2002 | 2010 | 2021 |
| ---- | ---- | ---- | ---- | ---- | ---- |
| 129  | ↘111 | ↗113 | ↘2   | ↘0   | →0   |